# William Barley
Pour les articles homonymes, voir Barley.
 (octobre 2016).
Le contenu est difficilement compréhensible vu les erreurs de traduction, qui sont peut-être dues à l'utilisation d'un logiciel de traduction automatique.
William Barley (1565 ? -1614) était un libraire et éditeur anglais. Il a effectué un apprentissage en tant que drapier en 1587, mais travailla ensuite dans le commerce de livres de Londres. Comme travailleur libre de la Société des Drapiers, il a été impliqué dans un différend entre elle et la Société des Papetiers sur les droits des drapiers d'exercer une activité d'éditeurs et de libraires. Il s'est trouvé lui-même dans des querelles juridiques tout au long de sa vie.
Le rôle de Barley dans l'édition de musique de style Élisabéthain s'est avéré être un sujet de discorde entre les chercheurs. Les évaluations de lui diffèrent, depuis "un homme d'énergie, de détermination et d'ambition", à "remarquable", jusqu'à "sûrement, dans une certaine mesure, plutôt une personne néfaste". Ses contemporains ont sévèrement critiqué la qualité des deux premières œuvres de musique qu'il a publiées, mais il était influent dans son domaine.
Barley est devenu l'assigné de Thomas Morley, qui en plus d'être un compositeur, possédait un brevet d'impression (un monopole sur la publication musicale). Il a publié l'œuvre d'Anthony Holborne: Pavans, Galliards, Almains (1599), la première œuvre de musique pour instruments plutôt que de voix à être imprimée en Angleterre. Son partenariat avec Morley lui a permis de revendiquer les droits de l'édition de livres à musique, mais fut de courte durée. Morley employa l'imprimeur Thomas East, et mourut en 1602. Certains éditeurs ignorèrent les droits de Barley, et de nombreux livres de musique imprimés au cours de sa vie ne lui furent pas attribués.

## La Compagnie des Drapiers
Dans une déposition de 1598, Barley explicite son âge comme « XXXIII (33) ans ou quelque peu au-dessus", plaçant sa date de naissance autour de 1565. Les preuves suggèrent que Barley est peut-être né dans le Warwickshire. Peu de choses sont connues au sujet de sa jeunesse. Barley était à Londres en 1587, après avoir terminé son apprentissage avec la Compagnie des Drapiers lors de cette année. Il a été formé en tant que libraire par Yarath James, un petit éditeur. James possédait une boutique à Newgate Market, près de Christ Church Gate, dans les années 1580. Son intérêt pour les ballades fut partagé par Barley, qui a publié un certain nombre d'entre elles au cours de sa vie. En 1592, Barley avait ouvert sa propre boutique dans la paroisse de Saint-Pierre sur Cornhill, dont le registre a enregistré son mariage avec une Mary Harper le 15 juin 1603 ainsi que des baptêmes et sépultures de personnes associées à sa famille. Il mena ses affaires depuis cette boutique pendant les vingt années suivantes.
Barley est probablement le même William Barley qui a ouvert une succursale à Oxford. Cette action l'amena à un conflit avec les autorités. Barley a probablement délégué son adjoint, William Davis, pour gérer la boutique d'Oxford pendant qu'il maintenait personnellement ses affaires à Saint-Pierre sur Cornhill. Davis a été arrêté en 1599, parce que Barley a omis de s'inscrire en tant que libraire auprès de l'Université d'Oxford. Les deux firent amende honorable, et en 1603, Barley et Davis ont été admis en tant que "personnes privilégiées" de l'Université d'Oxford. Ce statut privilégié à Oxford permettait aux commerçants d'exercer leur transactions dégagés de la juridiction des autorités de la ville.
Barley alla également à l'encontre des autorités de Londres. En septembre 1591, un mandat a été émis pour son arrestation, bien que la charge soit inconnue. Barley s'est également trouvé au milieu d'une longue querelle entre la Compagnie des Drapiers et la Compagnie des Papetiers. À l'époque, cette dernière détenait un monopole sur l'industrie de l'édition; la Compagnie des Drapiers voulait que ses membres puisse exercer une activité d'éditeurs et de libraires, insistant sur le fait que c'était la "coutume de la Ville" d'accorder à ses hommes libres le droit de s'engager dans le commerce du livre.
À partir de 1591 jusqu'à 1604, Barley a été associé à la publication d'au moins 57 œuvres. La nature exacte de sa participation est, parfois, difficile à identifier. Certaines œuvres ont été imprimées "pour" lui, d'autres ont été "vendues par" lui, et deux font état du fait qu'elles ont été imprimées "par" lui. Il a collaboré avec de grands imprimeurs et éditeurs au cours de cette période, y compris Thomas Creede, Abel Jeffes, et Jean Danter. Avec Creede, Barley a été impliqué dans la publication de Looking Glass for London and England (1594) et The True Tragedy of Richard III (1594). Au cours de cette période, Barley n'a entré dans aucune de ces œuvres dans les Registres des Libraires (en entrant un titre dans le registre, un éditeur enregistrait son droit sur ce travail). Ceci est probablement dû à la querelle des Papetiers avec les Drapiers; les Papetiers voyaient la capacité des non-membres à être inscrits dans le registre comme un privilège spécial. Ainsi, Barley passait par d'autres, comme Creede, Jeffes, et Danter, pour inscrire ses productions dans le registre. Savoir si Barley agissait simplement en tant que libraire pour des nouveaux auteurs ou si, par des accords privés avec eux, il retenait actuellement des droits sur certaines œuvres reste à déterminer.
En 1595, la Compagnie des Papetiers condamna Barley à une amende de 40 shillings pour la publication illicite d'un certain nombre de travaux. Trois ans plus tard, l'organisation l'a poursuivi ainsi qu'un autre drapier, Simon Stafford, pour avoir publié des livres protégés. Une perquisition dans les anciens locaux de Barley mit à jour 4 000 exemplaires de l' "Accidence", un livre de grammaire latine protégé par le monopole des papetiers. Malgré sa plaidoirie pour son innocence devant un tribunal, Barley avec Stafford, Edward Venge, et Thomas Pavier (qui était l'apprenti de Barley), ont été déclarés coupables et condamnés à la prison. Le procès a affirmé le contrôle de la Compagnie des Papetiers sur le commerce de livres de l'époque Élisabéthaine. Stafford, Pavier, et d'autres drapiers-libraires rejoignirent la société dans les années qui suivirent afin de pouvoir continuer leur commerce. Curieusement, Barley décida de ne pas se joindre à eux, jusqu'en 1606. Les raisons de ce retard font l'objet de débats parmi les spécialistes. Le Bibliographe J. A. Lavin suggère que la Compagbie des Papetiers a rejeté Barley, car il n'avait aucune expérience dans le secteur de l'imprimerie. Gerald D. Johnson croit que son partenariat avec Thomas Morley, qui était titulaire d'un brevet royal sur l'édition de musique, lui a permis de contourner les obstacles juridiques. La Compagnie des Papetiers ne pouvait pas interférer avec la publication d'œuvres en vertu de la dotation royale.

## L'édition d’œuvres de musique
Dans l'Angleterre élisabéthaine, l'impression de musique était régulée par deux brevets royaux délivrés par la reine: un pour les psaumes métriques (psaumes mis en musique) et un pour tous les autres types de musique et de partitions. Les détenteurs de brevets détenaient ainsi un monopole — mais eux seuls et leurs associés pouvaient légalement imprimer de la musique. Après la mort en 1584 de l'imprimeur John Day, le brevet d'impression de psaumes métriques fut transmis à son fils Richard Day, et était administré par ses associés, qui ont été membres de la Compagnie des Papetiers. Le brevet royal plus général a été attribué aux compositeurs Thomas Tallis et William Byrd en janvier 1575. Malgré le monopole, Tallis et Byrd n'ont pas eu de succès dans leur commerce d'impressions; leur collection de motets latins en 1575, appelée Cantiones quae ab argumento sacrae vocantur ne réussit pas à trouver acheteur et a été un désastre financier. Après la mort de Tallis en 1585, Byrd a continué à détenir le brevet, produisant des œuvres avec son cessionnaire, Thomas East. Le monopole expira en 1596, incitant à la prospective des éditeurs de musique, tels que Barley pour tirer profit du vide créé par la cessation du monopole.

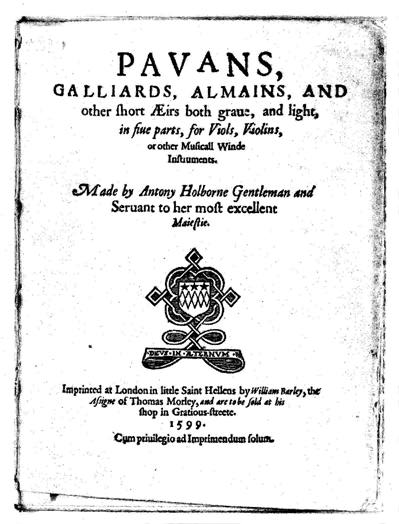
Titre de la page d'Anthony Holborne Pavans, Galliards, Almains and other short Aeirs (1599), que Barley aida à publier.

En 1596, en dépit de ne pas avoir accès à une bonne fonte de caractères de musique, Barley (en utilisant les services de Danter et de ses blocs de bois) a publié The Pathway to Music, un livre de théorie de la musique, et A New Booke of Tabliture, un livre d'exercices pour le luth et les instruments connexes, qui comprenait des compositions de John Dowland, Philip Rosseter, et Anthony Holborne. Les deux ouvrages comportaient de nombreuses erreurs, et pour le second, Barley semble ne pas avoir obtenu l'approbation des compositeurs avant la publication. Dowland désavoua A New Booke of Tabliture, qualifiant ses leçons de luth de "fausses et imparfaites", alors que Holborne s'est plaint de "copies corrompues" de son travail, présentées par un "simple étranger". Des musicologues modernes ont qualifié cette publication d'"exaspérante" et de "minable". Morley a critiqué The Pathway to Music, en précisant que l'auteur devrait "être honteux de son travail", et que "[v]ix est in toto pagina sana libro" ("il y a à peine une page qui fait sens dans l'ensemble du livre"). Malgré leurs défauts, les deux œuvres semblent avoir joué un rôle essentiel dans l'introduction de livres d'exercices musicaux dans le marché de Londres.
Deux ans plus tard, Morley a reçu le même brevet d'impression que Byrd a eu, avec le même monopole. Le choix de Morley de sélectionner Barley comme cessionnaire (plutôt que celle des imprimeurs tels que East ou de Peter Short, qui avait déjà travaillé avec Morley) est surprenant. Morley a pu avoir été à la recherche de soutien pour contester le brevet sur les psaumes métriques de Richard Day et de ses ayants droit. À l'époque, East et Short ont été papetiers, et la Compagnie des Papetiers soutenait activement le monopole de Day. Barley, cependant, n'était pas un papetier, et, en 1599, Morley lui ont publié The Whole Booke of Psalmes et les Psalmes of David in Metre de Richard Allison. Le premier était une petite édition de poche qui était basée en grande partie sur la publication d'East de 1592 du même nom. Ce travail, bien que piraté et rempli de petites erreurs, fournit quelques éléments de preuve de la compétence éditoriale de Barley ; le musicologue Robert Illing note que si Barley "doit être discrédité pour tricheries, il doit également être applaudi pour ses avancées dans l'imaginaire musical", pour le succès de la publication d'une compression d'une grande œuvre dans un format de poche. Dans les travaux d'Allison, les deux ont affirmé qu'ils avaient des droits exclusifs sur le psautier métrique. Face à cette provocation, Day les poursuivit en justice. L'issue de son procès n'est pas connue, mais ni Barley ni Morley n'ont jamais publié une autre psautier métrique.
En partenariat avec Morley, Barley a publié huit livres. La couverture de chacun de ces ouvrages indique qu'ils ont été « imprimés par » Barley, mais l'examen de la typographie révèle que cela est peu probable. Au moins deux des œuvres contiennent des dessins qui semblent appartenir à un appareil utilisé par l'imprimeur londonien Henry Ballard. Parmi ces huit œuvres, il en est deux d'une importance notable : Pavans, Galliards, Almains (1599) de Holborne, la première œuvre de musique pour instruments plutôt que de voix à être imprimée en Angleterre, ainsi que la première édition influente de Morley, The First Booke of Consort Lessons (1599).

## La Compagnie des Papetiers
La relation de Barley avec Morley fut de courte durée. En 1600, Morley s'était tourné vers East en le prenant comme son associé, l'autorisant à imprimer sous son nom pendant trois ans. Deux ans plus tard, Morley est mort, et son brevet de musique est tombé en désuétude. Ne pouvant plus compter sur les protections et privilèges de monopole de Morley, Barley subit très probablement la pression croissante de la Compagnie des Papetiers. Ses ressources financières se sont également détériorées après avoir été la cible d'une procès gagné par un cuisinier nommé George Goodale, qui cherchait le paiement d'une dette de 80 livres. En raison de la poursuite, un grand nombre de biens de Barley ont été saisis, y compris divers livres et des rames de papier. Barley a considérablement réduit sa production de 1601 à 1605, publiant seulement six ouvrages.
Barley décida qu'il était inutile de continuer à résister à la Compagnie des Papetiers, et le 15 mai 1605, il demanda avec succès à la Compagnie des Drapiers son transfert à la Compagnie des Papetiers. Le 25 juin 1606, la Compagnie des Papetiers l'admit comme membre. Ce même jour, la cour de la Société, qui avait le pouvoir de régler les différends entre les membres, a négocié un règlement concernant une poursuite intentée par Barley contre East concernant les droits d'auteurs sur certains livres de musique. East affirmait que puisqu'il avait légalement inscrit les ouvrages en question dans le registre de la Société, les droits des œuvres lui appartenaient. Barley était en désaccord, affirmant que les travaux étaient siens à travers son partenariat avec Morley, qui possédait le brevet royal de musique. Le règlement de compromis de la cour a reconnu les droits des deux disputants, stipulant que si East voulait imprimer une édition de l'un des livres en question, il était obligé de reconnaître le nom de Barley sur l'impression, de payer Barley 20 shillings, et lui fournir six exemplaires gratuits de l'ouvrage. D'autre part, Barley ne pouvait pas publier aucun des livres sans le consentement de East ou de sa femme.
Malgré le règlement reconnaissant son droit sur le brevet de musique de Morley, Barley eut apparemment des difficultés à faire respecter ses droits, même avec son nouveau rôle en tant que Papetier. Moins de la moitié des livres de musique connus publiés entre 1606 et 1613 portent les droits de Barley sur l'impression. Barley a cité Thomas Adams à la cour des Papetiers en 1609, contestant les droits d'auteur des livres de musique qu'Adams avait publiés. Le tribunal a rendu un règlement similaire à celui entre East et Barley. Cependant, aucun des livres de musique qu'Adams a publiés ensuite ne contenait la reconnaissance du brevet de Barley.
Barley a lui-même publié quatre livres, en vertu de son brevet. En mars 1612, l'un des apprentis de Barley mourut, probablement de la peste. Après la réception d'une rémunération charitable de la part de la Compagnie des Papetiers, Barley déménagea, d'abord à la paroisse de St Katherine Cree, et, plus tard, dans une maison sur Bishopsgate. Les enregistrements de St Botolph-without-Bishopsgate indiquent sa sépulture le 11 juillet 1614. Sa veuve, Marie, et son fils, William, étaient les héritiers de la volonté de Pavier. Marie Barley, qui plus tard se remaria, transféra cinq brevets de son mari à l'imprimeur John Beale. Certains reliquat de droits d'auteur de Barley ont également été transmis à l'imprimeur Thomas Snodham.